# Stein Mayer Miksa
Stein Mayer Miksa (Törökszentmiklós, 1865. augusztus 23. – Nagyszombat, 1933. január 4.) 1886-tól törökszentmiklósi, 1896-tól haláláig nagyszombati főrabbi, egyházi író, újságszerkesztő.

## Élete
Stein Pinkász törökszentmiklósi rabbi fia. Édesapja halála után, 1886-ban törökszentmiklósi rabbi lett, 1896-ban pedig a nagyszombati hitközség élére került, ahol hosszabb időn át működött. Itt híres jesivát létesített és nagyjelentőségű irodalmi tevékenységet fejtett ki. Fontos szerepe van a szlovenszkói zsidóság felekezeti életében: a szlovenszkói hagyományhű rabbik egyesületének elnöke és a szlovenszkói hitközségek szövetségének egyházi feje. Kiváló szónok hírében állt. 1933-ban hunyt el 67 éves korában: 37 éven át volt Nagyszombat főrabbija.

## Művei
- Szvénium recte Szabolcsi. Nagyszombat, 1905.
- Két beszéd. Különlenyomat a Magyar Rabbikból. Nagyszombat, 1906.
- Hagyomány, 1910–1915.
- Alkalmi Beszédek I. Galánta, 1913.
- Even Hameir
- Jahrbuch I-II.

Szerkesztette és írta a Magyar Rabbik című folyóiratot (1905–1910). Ezt a folyóiratot az Újvári Péter által szerkesztett Magyar zsidó lexikon (1929) a fontos forrásmunkák közt sorolja fel a mű elején.